# The Oracle
The Oracle je peti studijski album američkog hard rock sastava Godsmack. Objavila ga je 4. svibnja 2010. godine diskografska kuća Universal Republic.
The Oracle bio je prodan u više od 117.500 primjeraka u SAD-u u svom prvom tjednu objave i završio je na 1. mjestu ljestvice Billboard 200. Je trećim albumom Godsmacka koji završio je na 1. mjestu ljestvice. Do danas album bio je prodan u oko 500.000 primjeraka u SAD-u.

## Popis pjesama
Tekstovi i glazba: Godsmack
1. "Cryin' Like a Bitch" - 3:23
2. "Saints and Sinners" - 4:09
3. "War and Peace" - 3:09
4. "Love-Hate-Sex-Pain" - 5:15
5. "What If?" - 6:35
6. "Devil's Swing" - 3:30
7. "Good Day to Die" - 3:55
8. "Forever Shamed" - 3:23
9. "Shadow of a Soul" - 4:44
10. "The Oracle" - 6:22

### Bonus pjesme na Deluxe izdanju
1. "Whiskey Hangover" - 3:47
2. "I Blame You" - 3:08
3. "The Departed" (iTunes bonus pjesma)

## Zasluge
Godsmack
- Sully Erna - vokali, ritam gitara, produkcija
- Tony Rombola - glavna gitara, vokali
- Robbie Merrill - bas-gitara, vokali
- Shannon Larkin - bubnjevi, vokali

Ostalo osoblje
- Irina Chirková - violončelo (na pjesma 10.)
- Lisa Guyer - vokali (na pjesma "The Departed")
- Dave Fortman - produkcija
- Bob Ludwig - mastering
- Jeremy Parker - inženjer zvuka
- Steve Catizone - inženjer zvuka
- Brad Forsyth - slike
- John Kurzweg - produkcija, inženjer zvuka, mješanje (pjesma " Whiskey Hangover")
- Kevin Sheehy - osobni pomoćnik
- William Vignola - uzorak programiranja
- AJ Clark - pomoćni inženjer